# NGC 1117
NGC 1117 je galaksija u zviježđu Ovan.

## Vanjske poveznice
- SEDS: NGC 1117